# Vatra, Botoșani
Vatra este un sat în comuna Hudești din județul Botoșani, Moldova, România.

## Mențiuni documentare
În Dicționarul geografic al județului Dorohoi (1891) în Plasa Prutul de Sus, satul Vatra este menționat ca reședință a primăriei comunei Hudești în care era inclus și satul Concești, sat cu numele de Hudești nu exista.
„... Vatra este sat pe moșia Hudeștii-Mari cu 198 de familii, 946 suflete și bună situație. Este cel mai vechi sat de pe moșie. Așezările sătenilor sunt în mare parte bune cu livezi și grădini. Stăpânul moșiei nu locuiește în sat. Biserica e mică de lemn cu patronul Adormirea. Nu se știe de cine a fost construită, însă a fost restaurată în 1827 de Iordache Costache Boldur-Lățescu. Sătenii împroprietăriți cu 392ha pământ.”

## Galerie de imagini

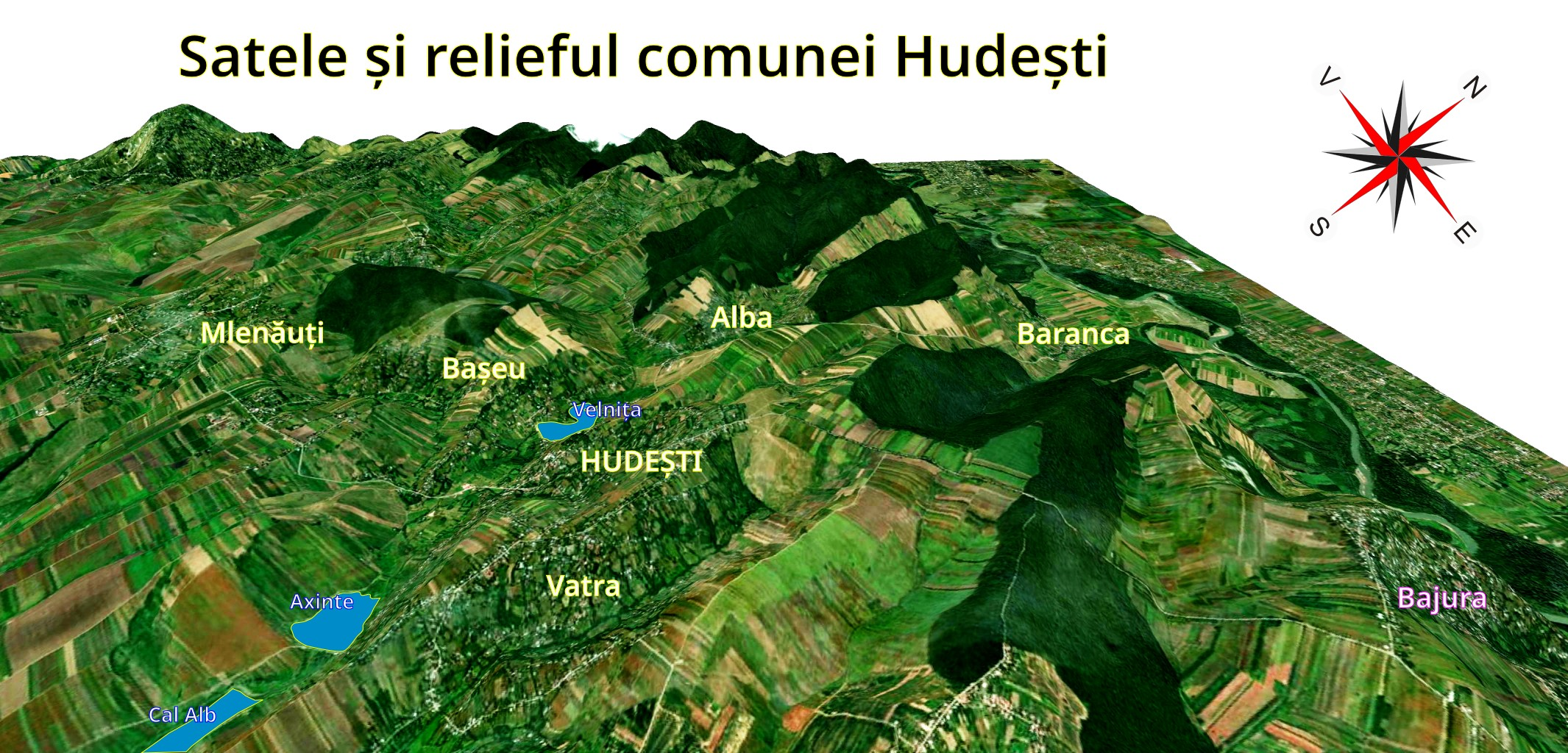
Relieful comunei Hudești
Vatra pe harta toponimică a Hudeștiului

## Personalități născute aici
- Costache Jacotă ( n. 8 mai 1926, Vatra ), monograf, etnograf și folclorist;[5]
- Gheorghe Antochi ( n. 21 noiembrie 1942, Vatra ), politician PSD;